# 拉多維什
拉多維什是北馬其頓共和國拉多維什市鎮内的城市及行政中心。为北馬其頓東南部第二大城市。2002年城市人口数量为16,222人，而整个市镇的人口数量则为28,244人。

## 外部連結
- 拉多維什市鎮官方網站 （页面存档备份，存于） （馬其頓文）